# Arbre remarquable
 (décembre 2021).
 (juin 2013).

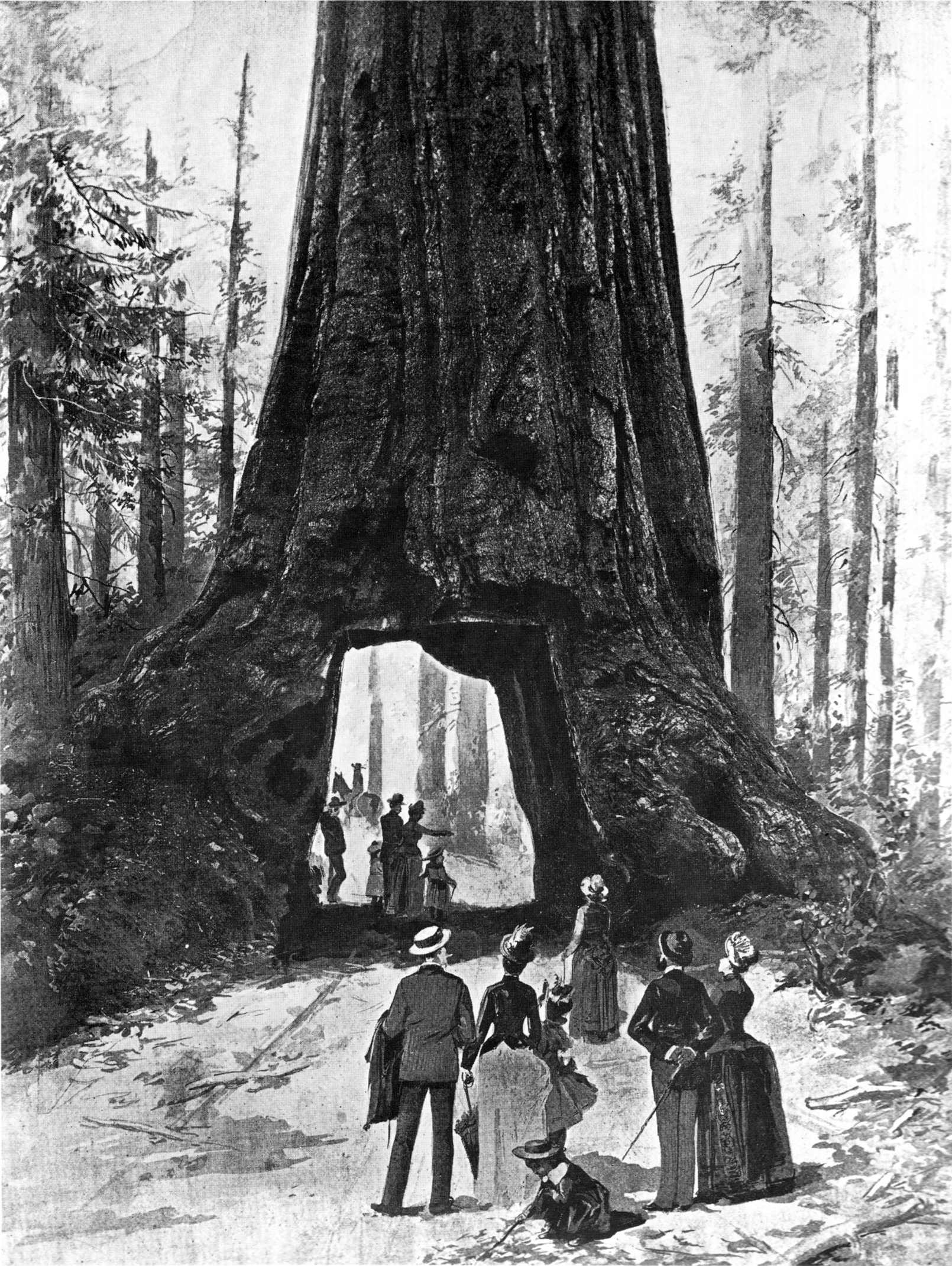
Le Wawona Tree, peinture de 1887, Sequoiadendron giganteum.

Un arbre remarquable est un arbre repéré pour diverses particularités.
Il relève donc d'un patrimoine par sa rareté, ses dimensions, sa position, son âge ou encore sa force symbolique. Le patrimoine en question est naturel, culturel, paysager, etc.

## Historique

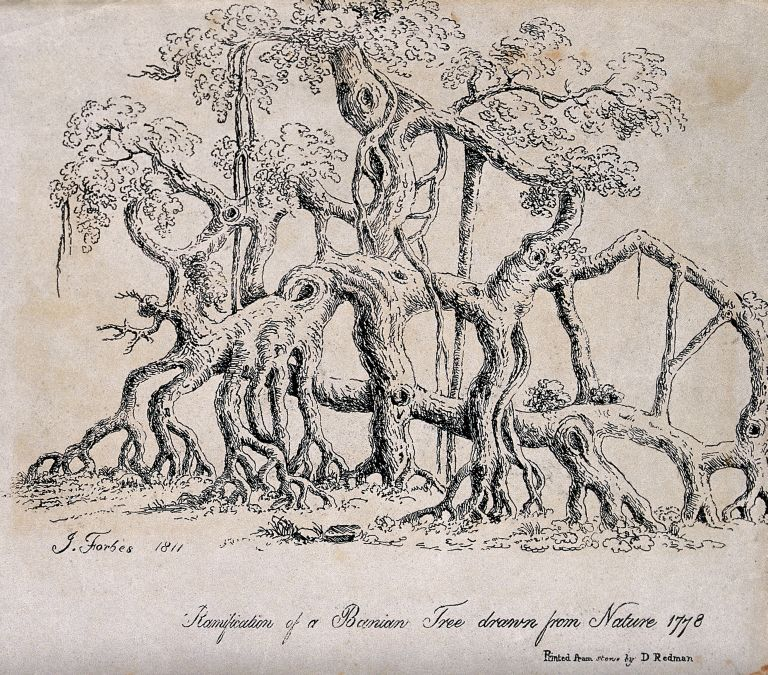
De tous temps les formes rares et originales de certains arbres ont fasciné.

La raréfaction des surfaces occupées par les forêts primaires, le déboisement à des fins d’extension de pâturage ou de culture, la surexploitation qui conduit à des monocultures d’essences plus productives ou plus conformes aux besoins de l'économie du moment, la pollution destructrice, ont conduit l’homme à prendre conscience de la valeur patrimoniale particulière que peuvent représenter certains arbres.
Depuis longtemps, dans certaines cultures, des arbres plus grands ou plus gros que les autres sont réputés abriter les esprits d'ancêtres ou avoir des vertus particulières. D'autres sont appréciés pour leur ombre et peuvent abriter diverses cérémonies ou être un lieu de rencontre, de justice (« arbre à palabres », arbre de Saint-Louis…). Certains de ces arbres ont un nom qui parfois devient le nom du lieu-dit.
Un peu partout, à l'initiative d'individus, d'associations, ou de collectivités, des recensements et inventaires sont menés et certains arbres sont classés comme monument et bénéficient de soins et de protection.

## Éléments de définition
Définir le caractère « remarquable » d’un arbre n’est pas aisé. Les critères varient selon les époques et les lieux ; ils sont multiples et subjectifs. En dehors des qualités incontestables qui rendent certains individus exceptionnels, comme la longévité ou les dimensions, bien d’autres paramètres peuvent entrer en compte.
Un arbre qui peut paraître quelconque parmi ses semblables au milieu d’une forêt, sera remarqué isolé et servant de repère visuel au milieu d’un paysage ; planté au milieu d’une place de village il prendra une valeur symbolique et culturelle au voisinage des générations d’hommes qui le côtoieront ; seul de son essence dans une région, il sera distingué pour sa rareté, etc.

### Galerie
Les formes rares et originales rendent certains arbres particulièrement remarquables.

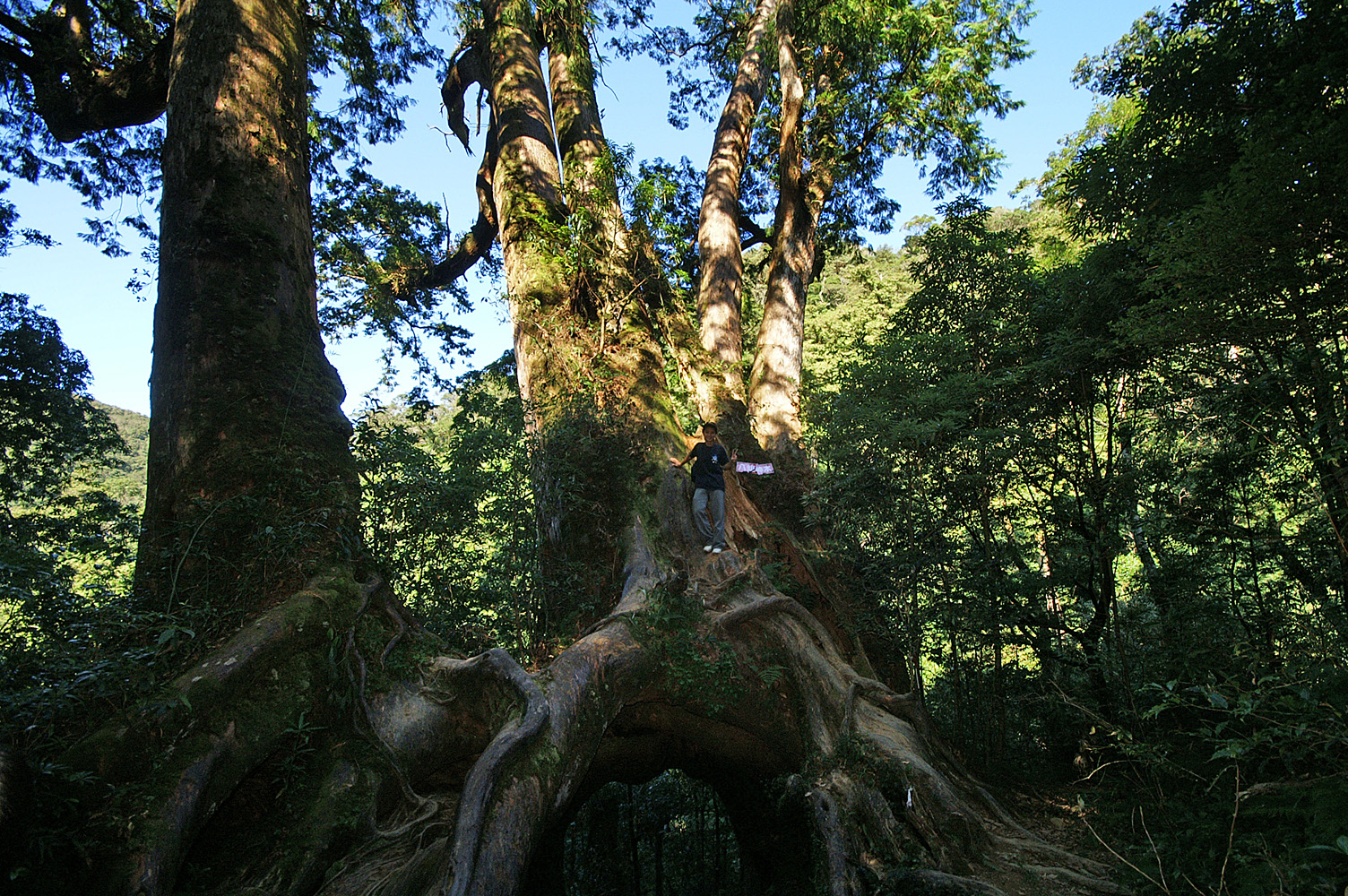
Arbre remarquable par son ancrage au sol.
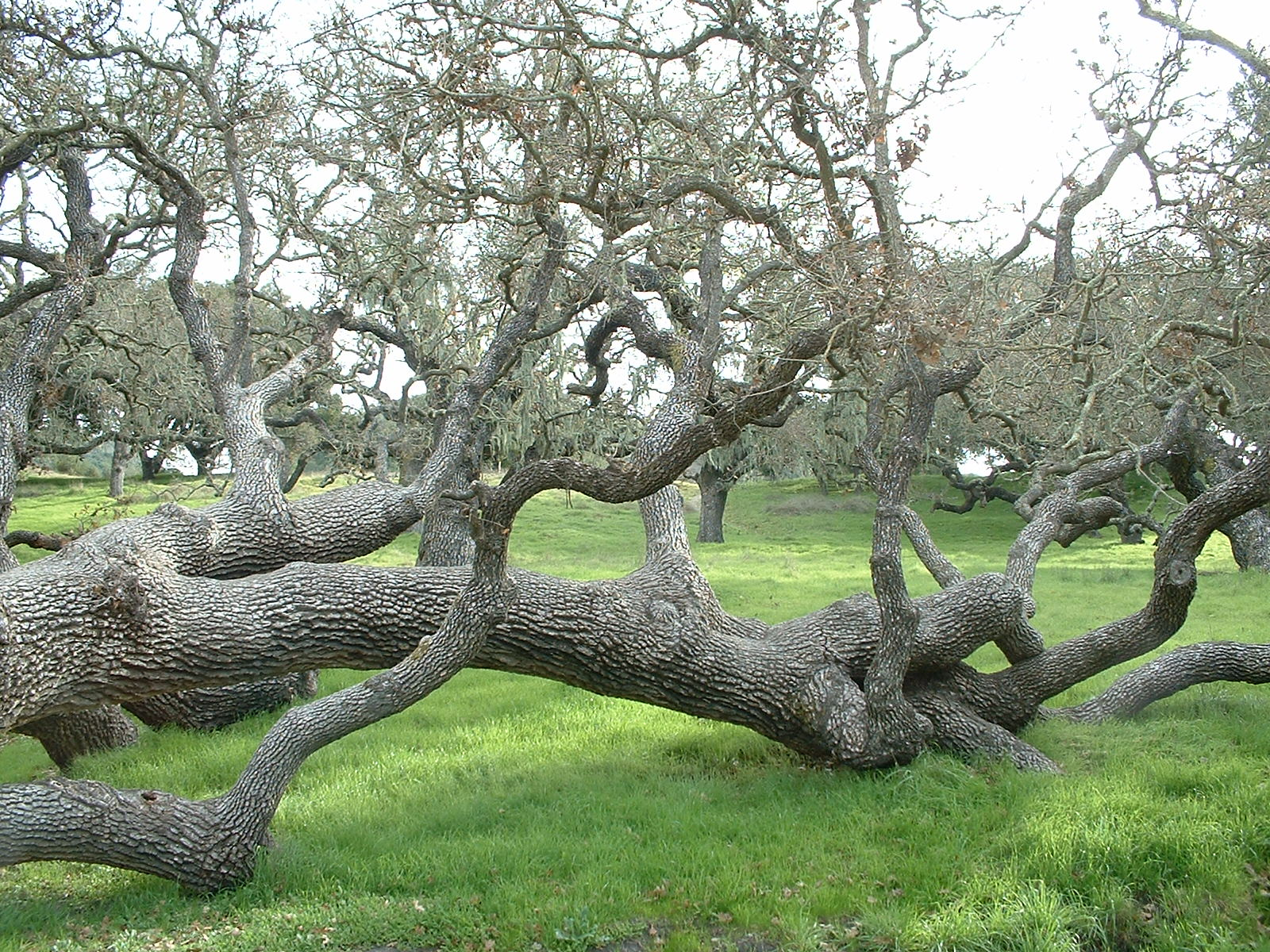
Ici, c'est le caractère rampant des branches qui impressionne (Lopez Lake, San Luis Obispo County parks, Californie, États-Unis).
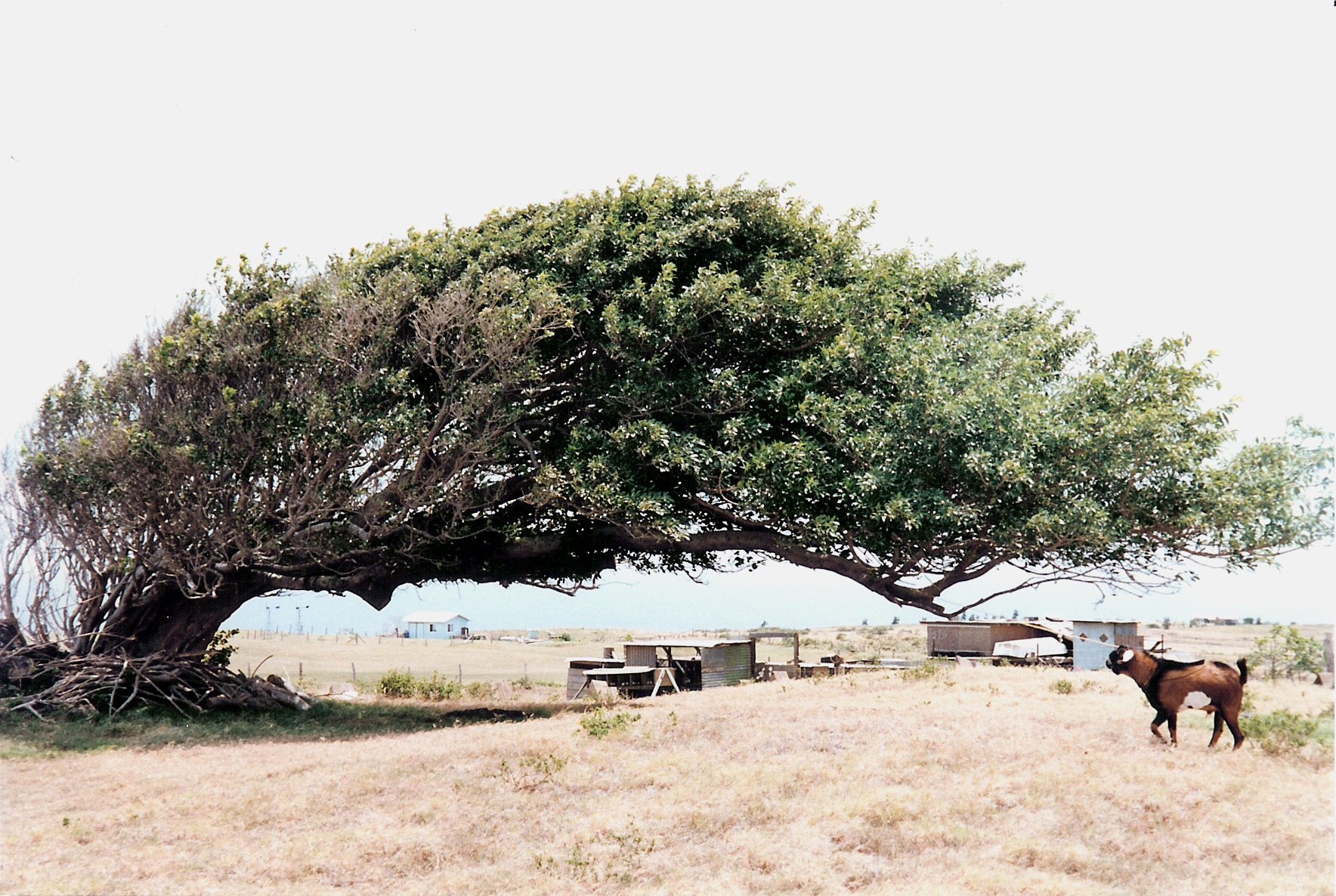
Les formes remarquables peuvent résulter des vents dominants marins (Ka Lae, Hawaii, États-Unis).
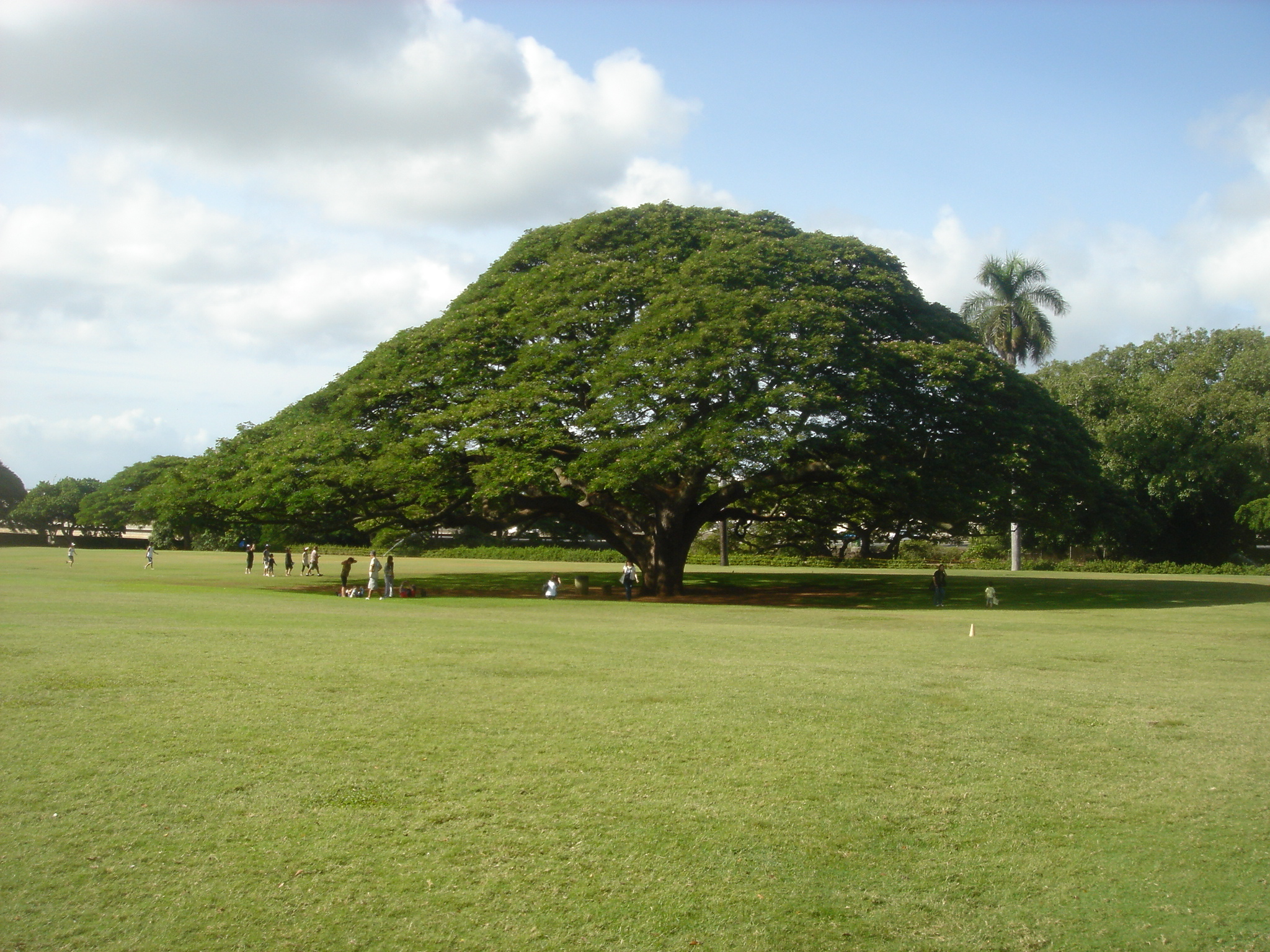
L’arbre d’Hitatchi (Japon) dont la forme rappelle celle des arbres broutés par les herbivores.
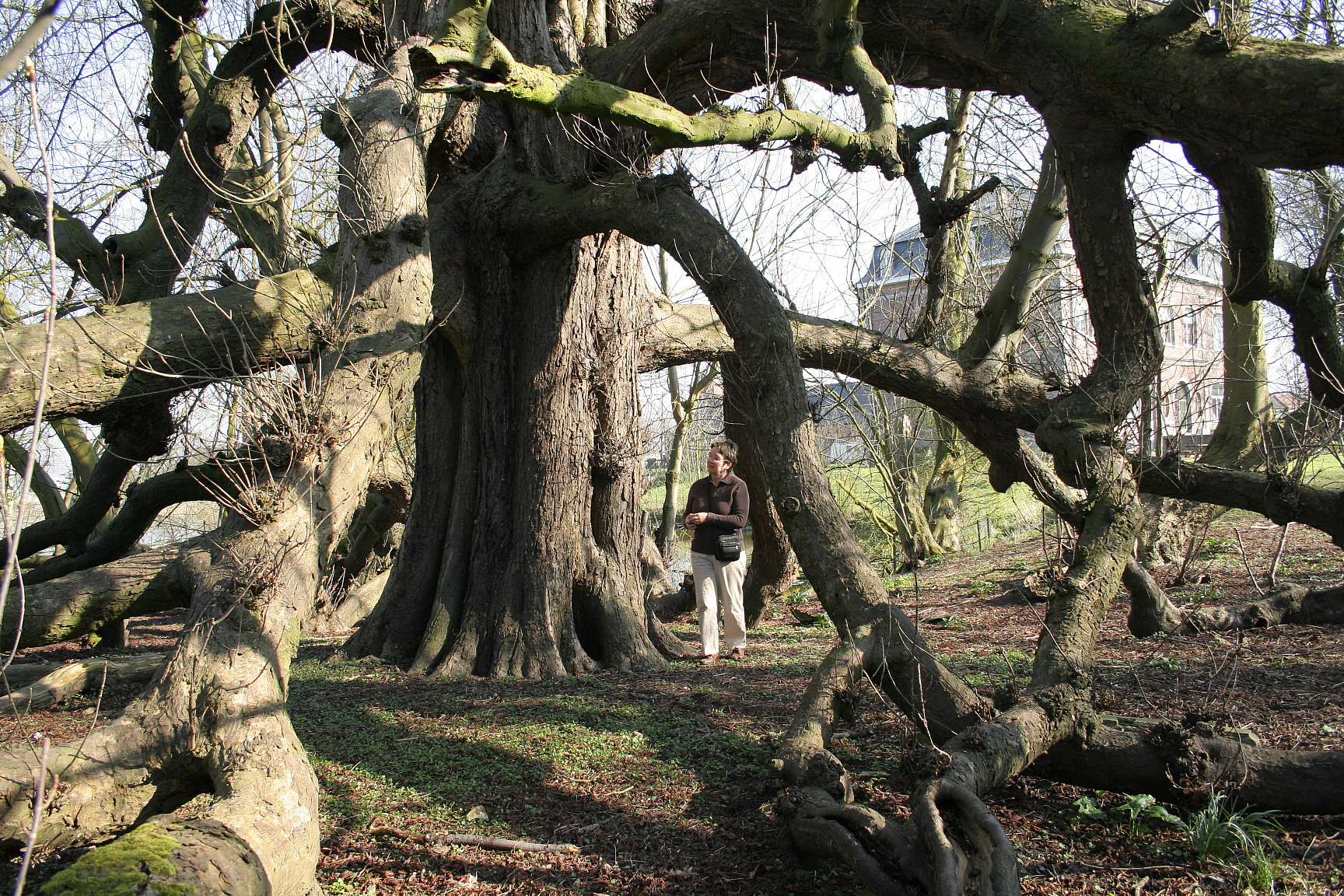
Arbre remarquable par le marcottage de ses branches.
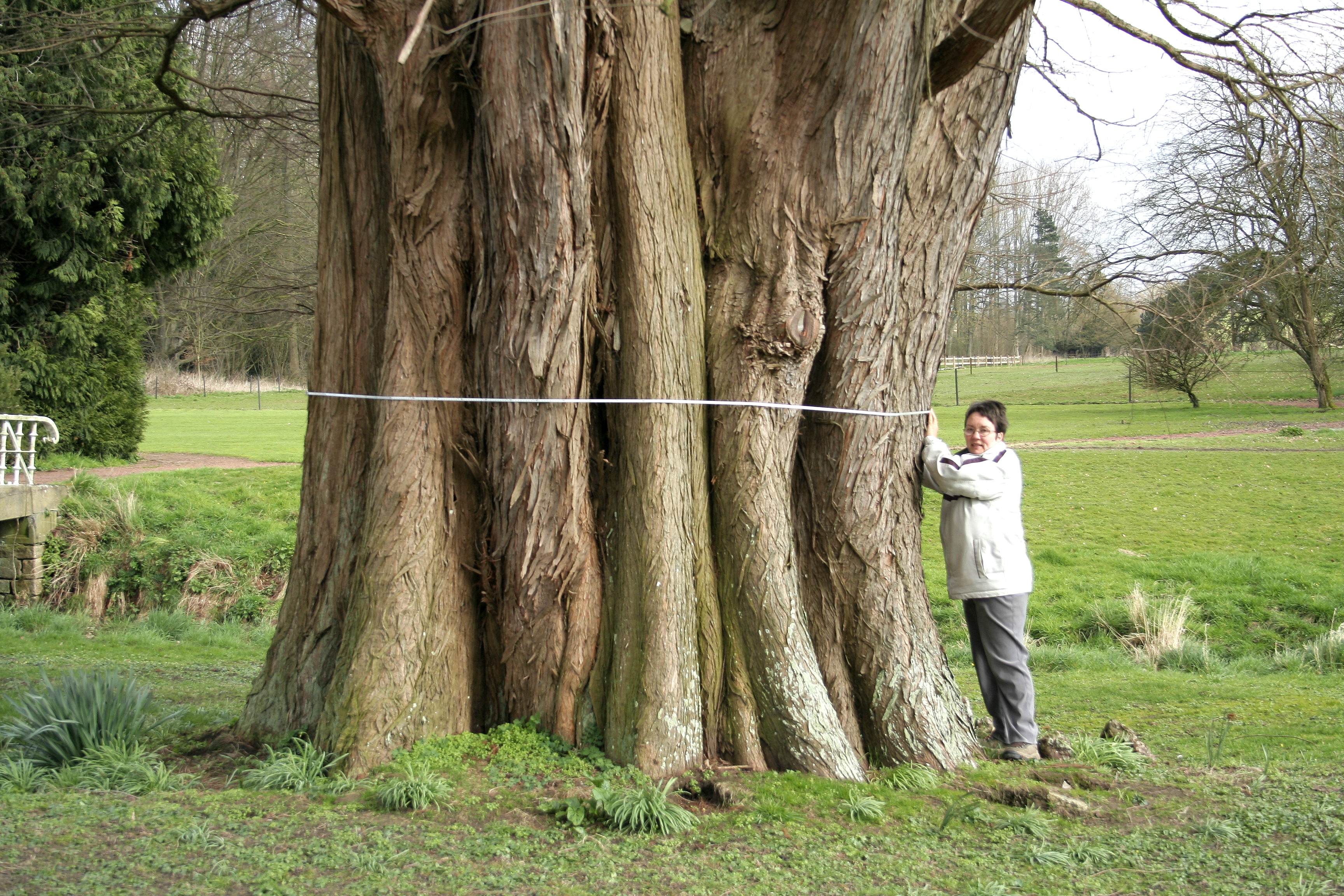
Cyprès chauve remarquable par le diamètre (8,60 m) de son tronc.
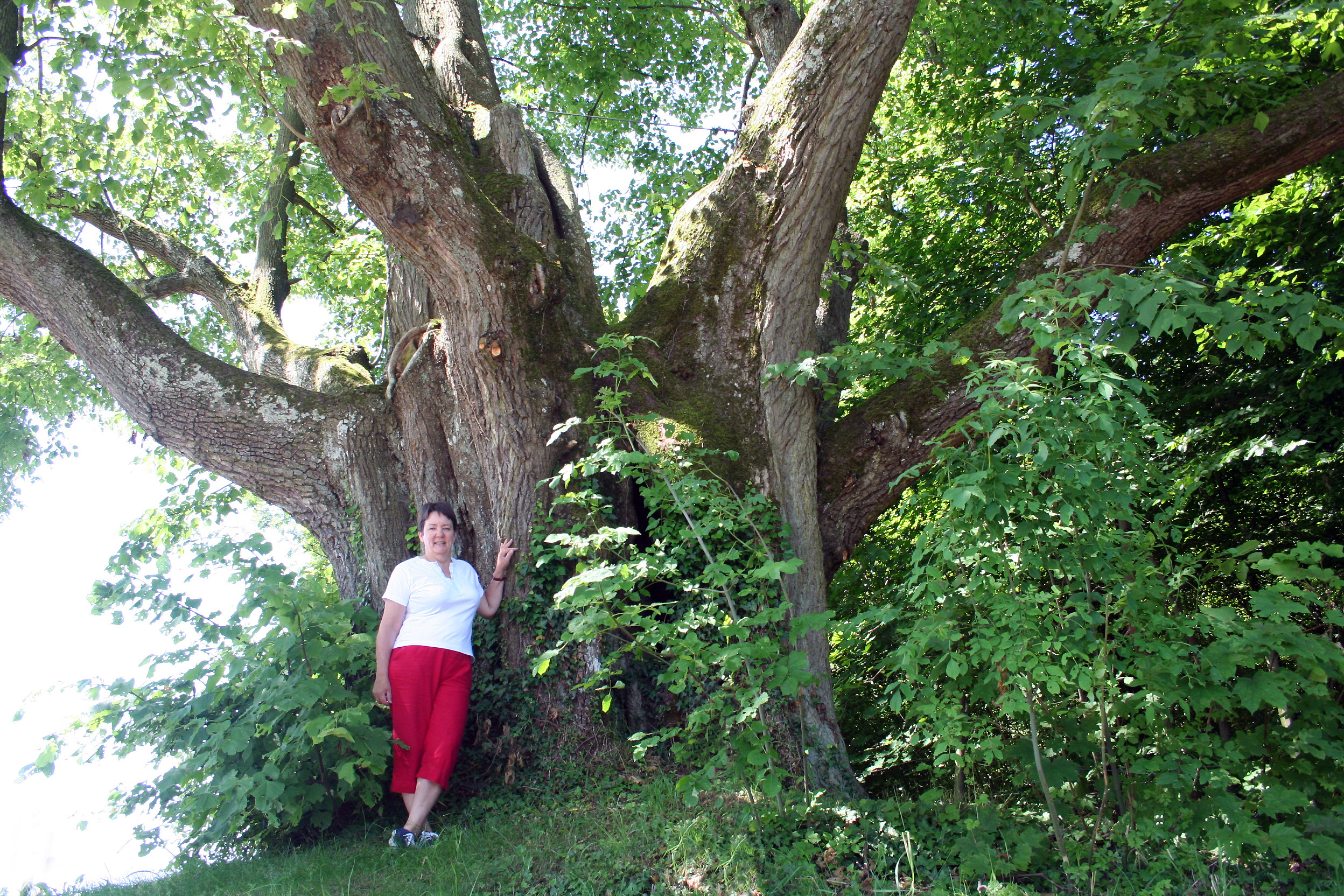
Arbre remarquable par son âge et la taille de son tronc.
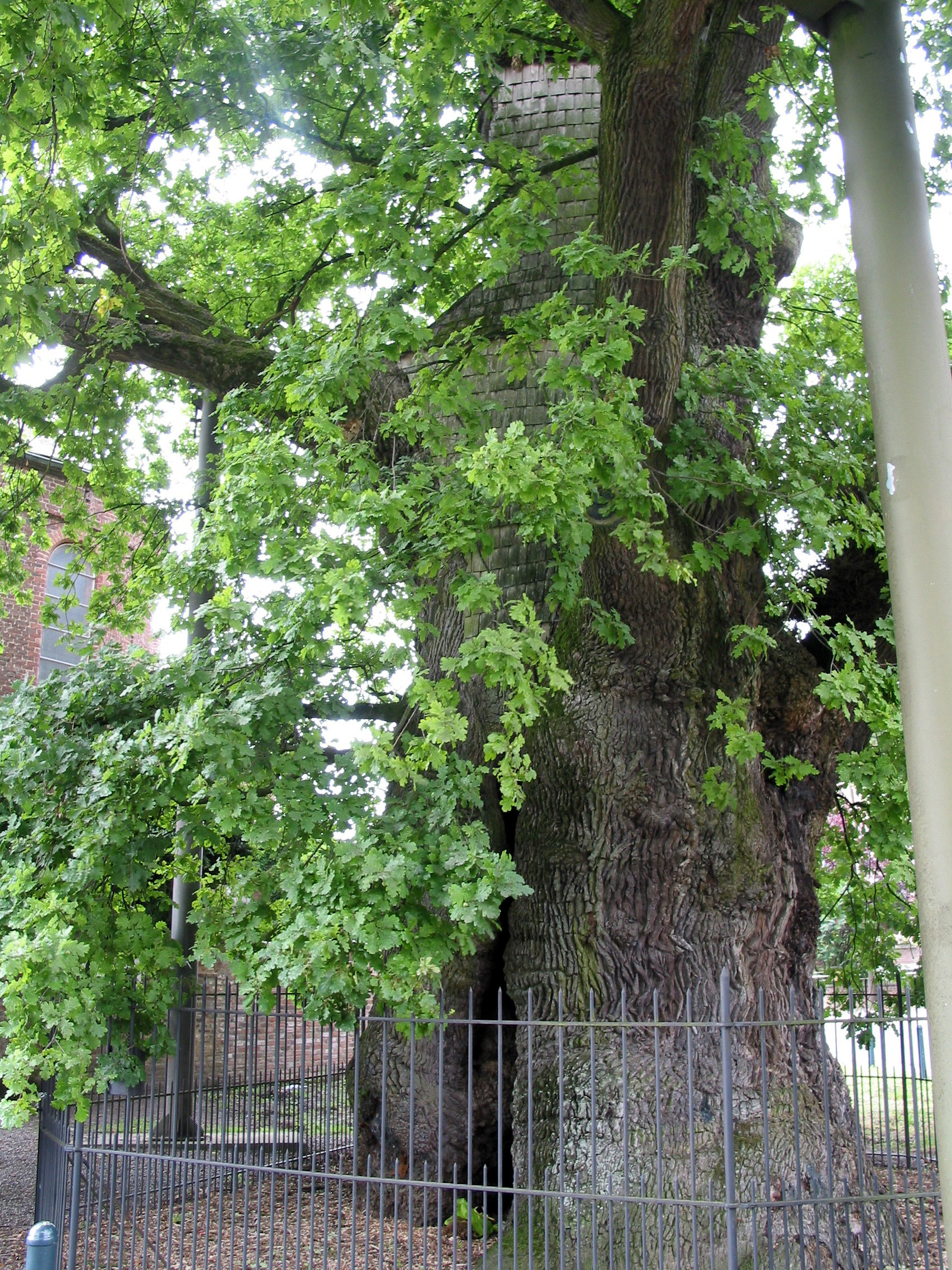
Arbre remarquable par son âge[Combien ?].
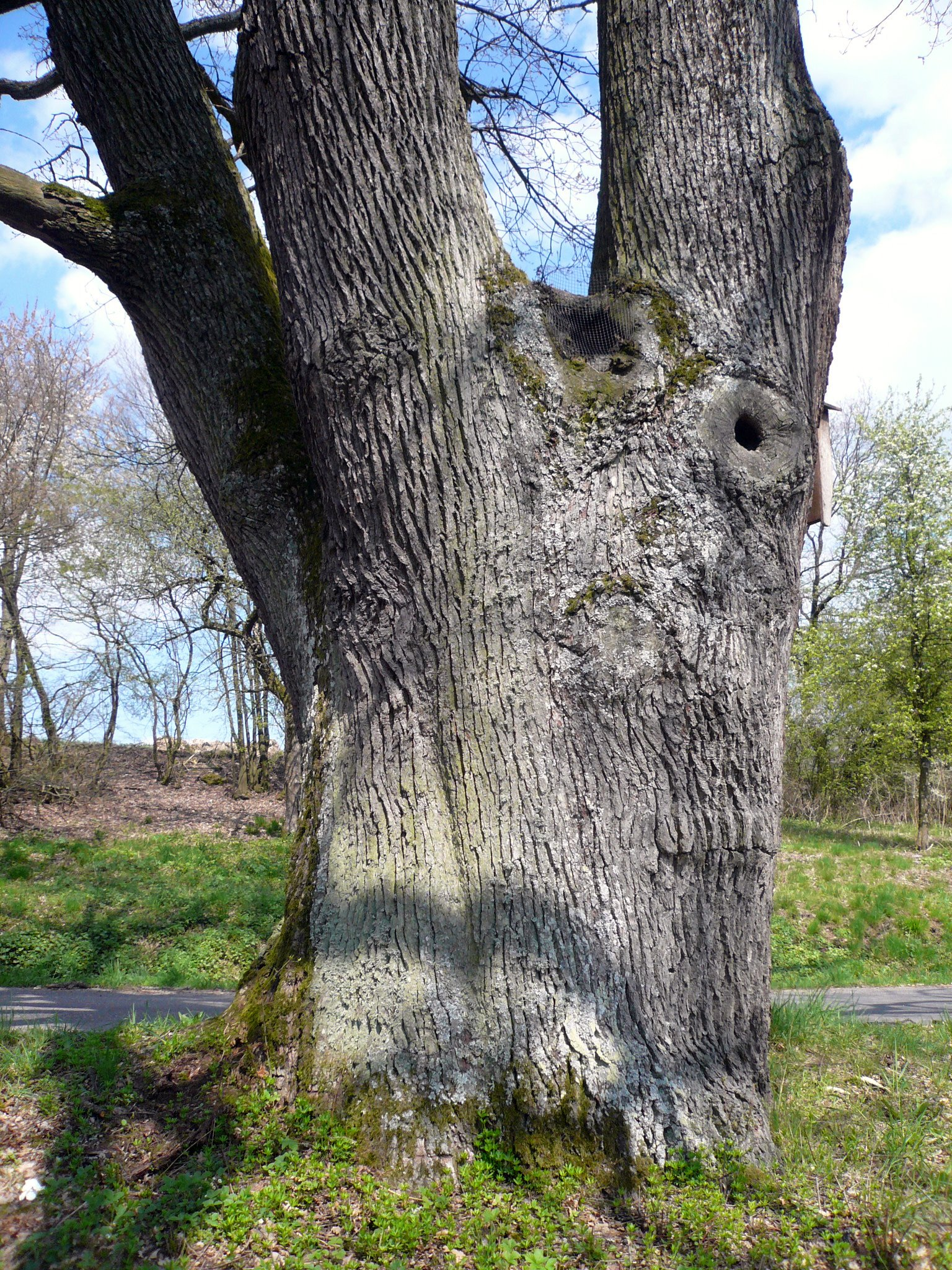
Arbre remarquable par ses troncs multiples et son âge.
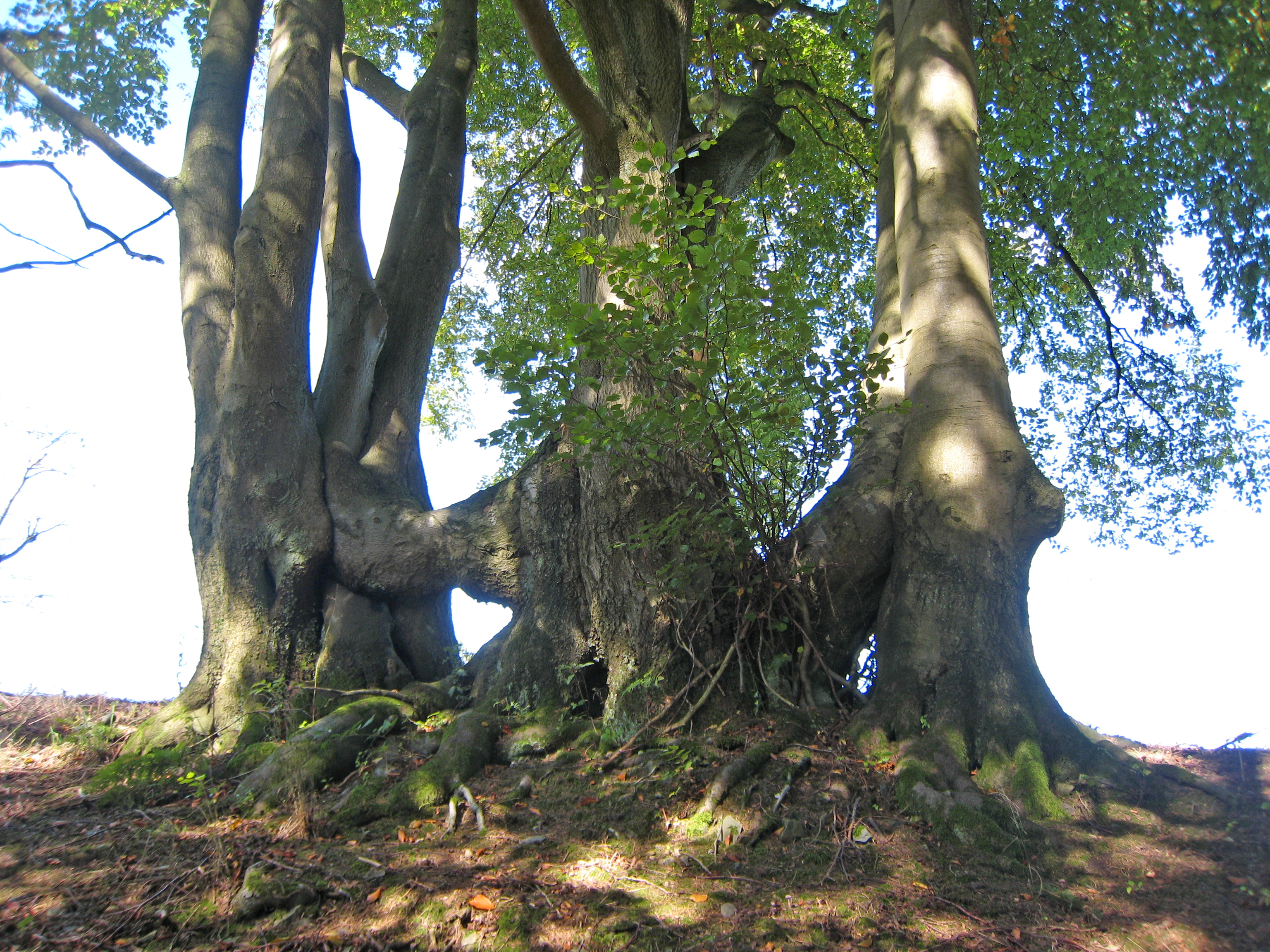
Fusion (anastomose) de trois hêtres via leur tronc (Ster, Belgique).

## Critères de classement

### Taille
- Certains sont des champions absolus comme le Général Sherman, un séquoia géant de la Sierra Nevada en Californie considéré comme l’être vivant le plus massif de la planète avec un volume évalué à 1 486 m3.
- Les Sequoia sempervirens le long de la côte nord de Californie seraient les plus grands. Depuis 2006, le record est de 115,50 mètres, il s'agit d'un Sequoia sempervirens nommé Hyperion du parc national de Redwood.

On trouve de très grands arbres sur la côte ouest de l'Australie et en Tasmanie.

### Âge

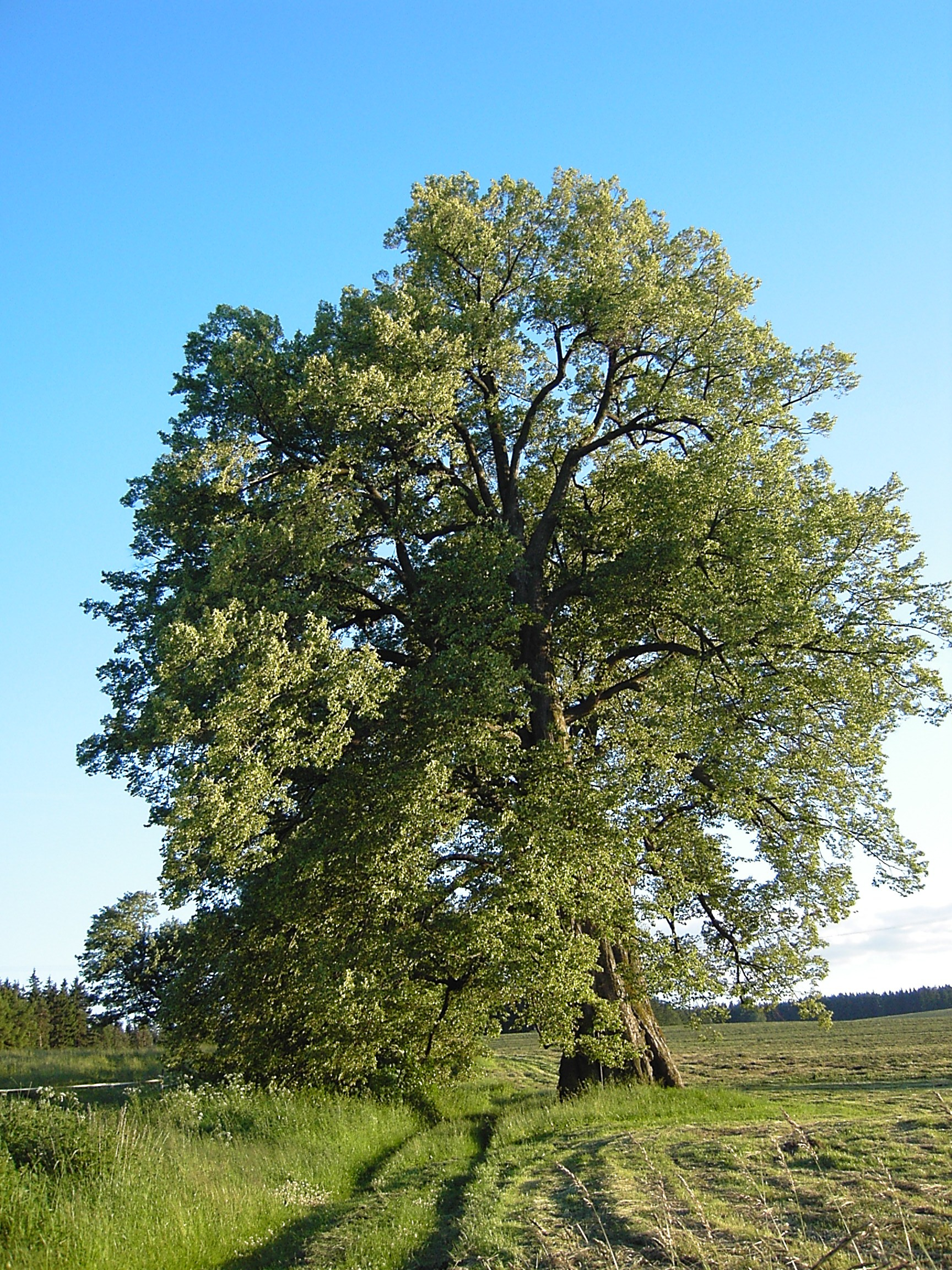
Tilleul de Lipka remarquable en République tchèque, il serait âgé de 800 ans.

L’identité de l’arbre le plus vieux est plus difficile à déterminer. Les candidats sont plusieurs fois millénaires et leur âge ne peut qu’être évalué. De plus il faut distinguer les arbres issus d'une germination et ceux issus d'un rejet. L'âge de certains arbres peut être authentifié par dendrochronologie, soit parce qu'ils ont été abattus, soit par échantillon.
En avril 2008, des chercheurs de l'université d'Umeå (Suède) annoncent la découverte d'un épicéa, Picea abies, nommé Old Tjikko, qui mesure 4 mètres de haut, dont le système de racines serait âgé de 9 550 ans. La datation a été faite par la méthode du carbone 14. Cette découverte a été faite sur le mont Fulu en Dalécarlie (Dalarna en suédois), dans le centre de la Suède.
L'if de Fortingall, dont l'âge est estimé à entre 2 000 et 5 000 ans, est le plus vieil arbre d'Europe.
Le plus vieil arbre vivant connu sur Terre, hors système racinaire, fut pendant longtemps un pin de Bristlecone, Pinus longaeva nommé Mathusalem, qui aurait près de 4 700 ans et se trouve en Californie à plus de 3 000 mètres d'altitude. Sa localisation précise reste cependant secrète afin d'éviter tout acte de vandalisme. Un autre encore plus ancien, surnommé Prometheus a été abattu par erreur en 1964 alors qu'il avait 4 900 ans. Un Pinus aristata américain passe également pour avoir environ 4 700 ans, et un cèdre japonais 5 200 ans. Le plus vieil arbre non clonal actuellement connu est découvert dans les Montagnes Rocheuses en 2012 et est âgé de 5 063 ans, il s'agit d'un pin Bristlecone.
Bien d’autres peuvent prétendre au titre de champion dans leur essence ou variété ou dans une région, un pays ou un continent. Au Sri Lanka, on trouve un banyan sacré qui atteindrait 2 200 ans et dont la légende raconte qu'il aurait été touché par le Bouddha, bien que ce fait soit anachronique. L’âge de certains séquoias approcherait les 2 700 ans. Un cyprès de la ville d'El Tule au Mexique aurait quelques milliers d’années.

### Valeur esthétique

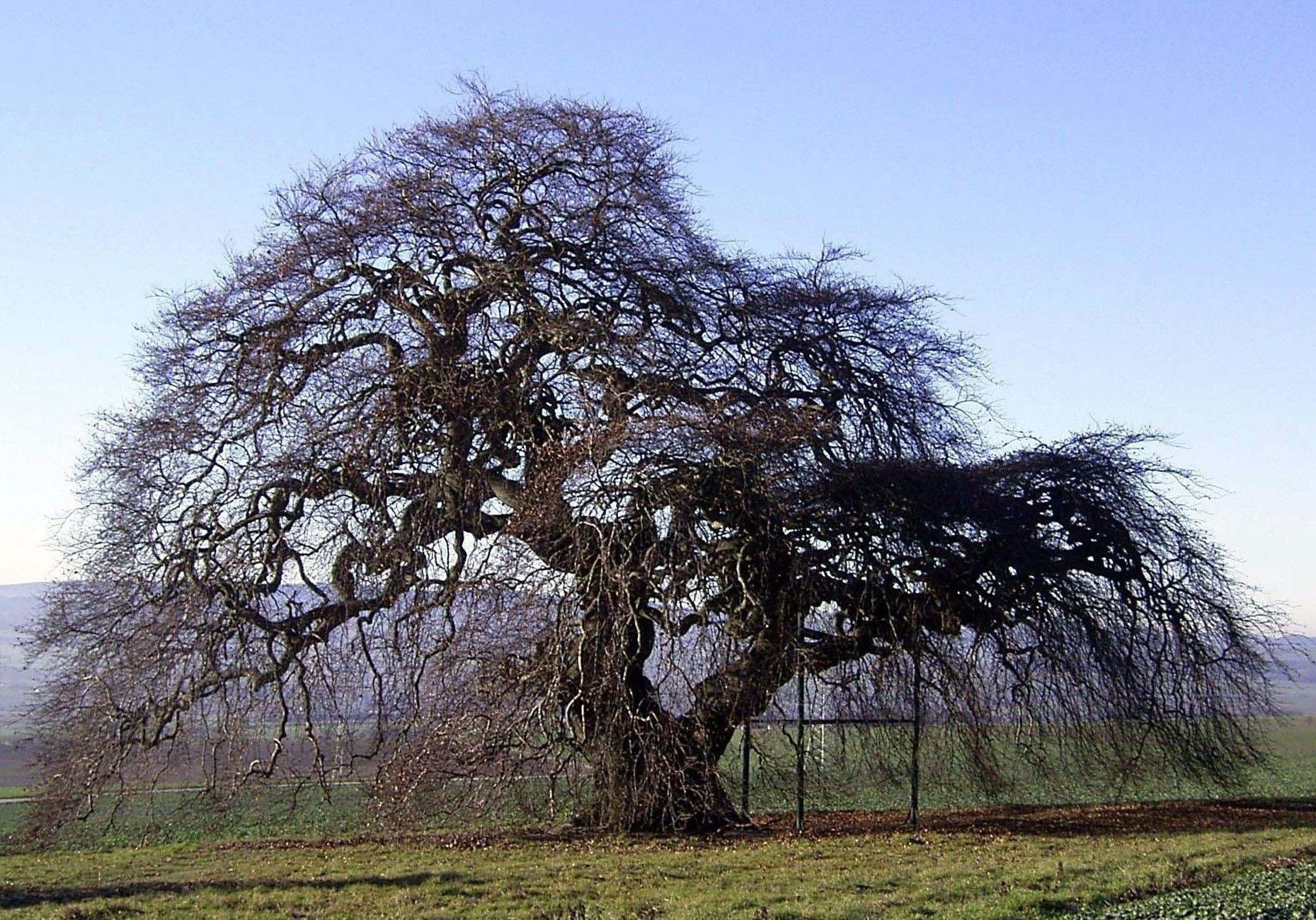
Un hêtre tortillard remarquable à Gremsheim en Allemagne, âgé de plus de 200 ans.

- Les qualités esthétiques d’un arbre dépendent d’abord de sa mise en valeur, de l’indice paysager en fonction de la place qu’il occupe dans l’environnement et de son impact visuel.
- Un arbre isolé est plus facilement saisi du regard qu’un autre faisant partie d’un groupe. La compétition entre individus influence fortement la morphologie de l’arbre par la lutte pour l’appropriation des éléments indispensables à la croissance : l’eau, les minéraux, la lumière et même l’espace. Si la croissance horizontale des branches charpentières n’est pas entravée par la présence de proches voisins, la couronne peut s’étaler de manière harmonieuse et symétrique. Si les contraintes de l’environnement sont suffisamment faibles et que l’arbre n’a pas dû subir d’élagage inconsidéré, l’arbre peut développer le port caractéristique de son espèce et exprimer son potentiel génétique.

- À l’inverse certains arbres remarquables arborent des formes insolites ou fantastiques parfois dues à des attaques pathogènes (maladies, insectes, ou champignons), à un âge avancé, ou bien souvent à des conditions de survie difficiles. On trouve par exemple à flanc de falaise des arbres qui ont dû développer un système radiculaire étendu pour s’ancrer dans les moindres fissures de la roche et y puiser suffisamment de nutriments. Ou encore des arbres de désert ou d’altitude, exposés aux intempéries qui adoptent des formes trapues, rampantes ou naines.

- L’art du bonsaï codifié par les japonais tend à reproduire toutes ces formes observées dans la nature, de la forme « rigoureusement verticale » à « forme rampante », « en cascade » ou « battue par les vents ». À l’origine, bien des plants étaient prélevés en montagne pour leurs formes naturellement intéressantes.

### Valeur historique

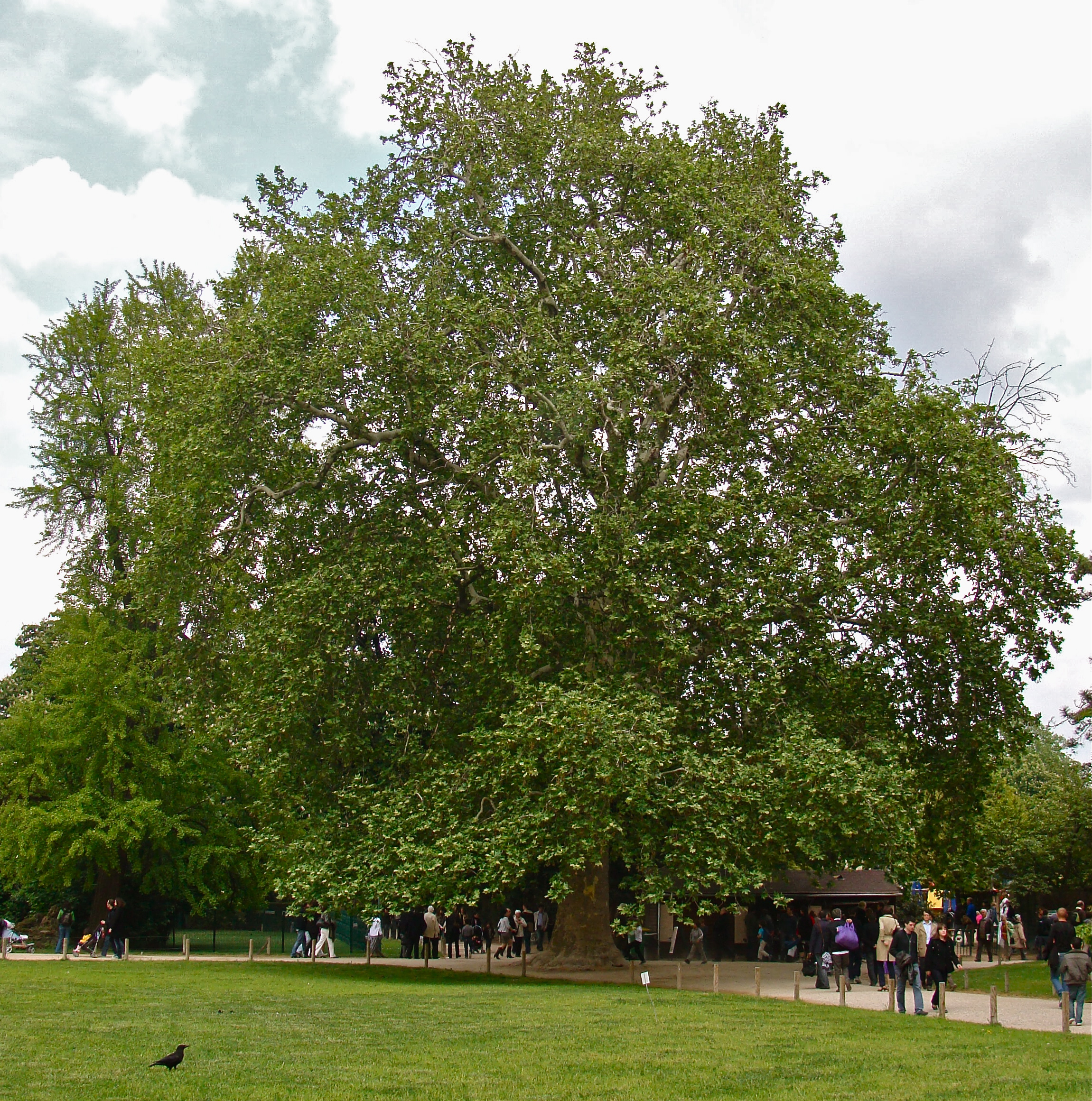
Platanus orientalis planté par Buffon au Jardin des plantes de Paris en 1785.

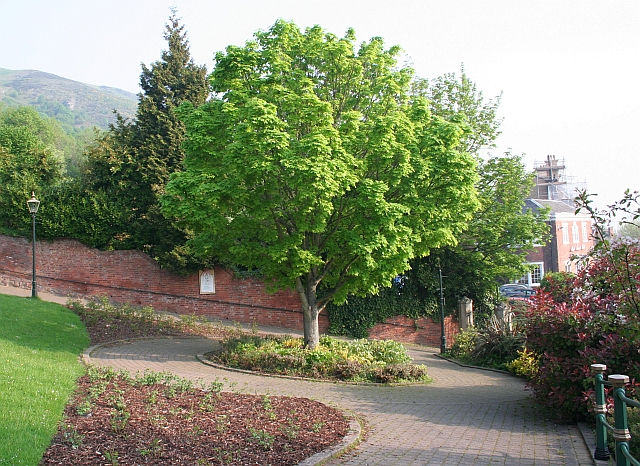
Arbre commémoratif du mariage du prince Charles et de Diana Spencer.

- L’arbre immobile et durable survit aux générations. Certains sont associés à des personnages historiques qui ont soit vécu à leur ombre, soit les ont fait planter. Suivant la coutume ancienne de planter un arbre pour commémorer un événement — naissance ou mort, bataille ou victoire, anniversaire, mariage, prise de pouvoir… —, on les met en terre pour la postérité. Ils sont souvent le seul élément du paysage à subsister après de longues années.
- Qu’ils aient donné leur nom à un lieudit ou une localité, ou qu’ils aient servi de points de repère ou de bornes pour délimiter un terrain, on en retrouve parfois la trace dans des textes anciens ou dans des documents officiels. On les aperçoit sur des tableaux ou depuis la fin du XIXe siècle, sur des photographies ou des cartes postales. Témoins vivants de l’évolution d’époques révolues, ils font le lien avec les humains qui nous ont précédés.
- D'autres encore, d’essence exotique, sont les premiers rapportés de leurs voyages par les navigateurs ou explorateurs des siècles passés.

### Localisation

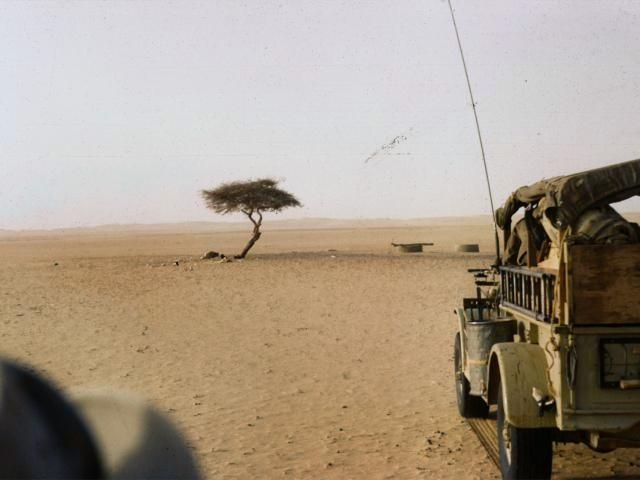
Arbre du Ténéré

Certains arbres comme l'Arbre du Ténéré sont remarquables par leur isolement et deviennent des points de repère. Au milieu du Niger, dans le désert du Ténéré, cet arbre était réputé comme l'un des plus isolés du monde (l'oasis la plus proche étant située à 150 km environ) et servait de point de repère pour les caravaniers qui traversaient le désert.
L'Arbre de Vie (Shajarat al-Hayah) au Bahreïn est un autre exemple d'arbre isolé dans un milieu désertique.

### Dimension surnaturelle

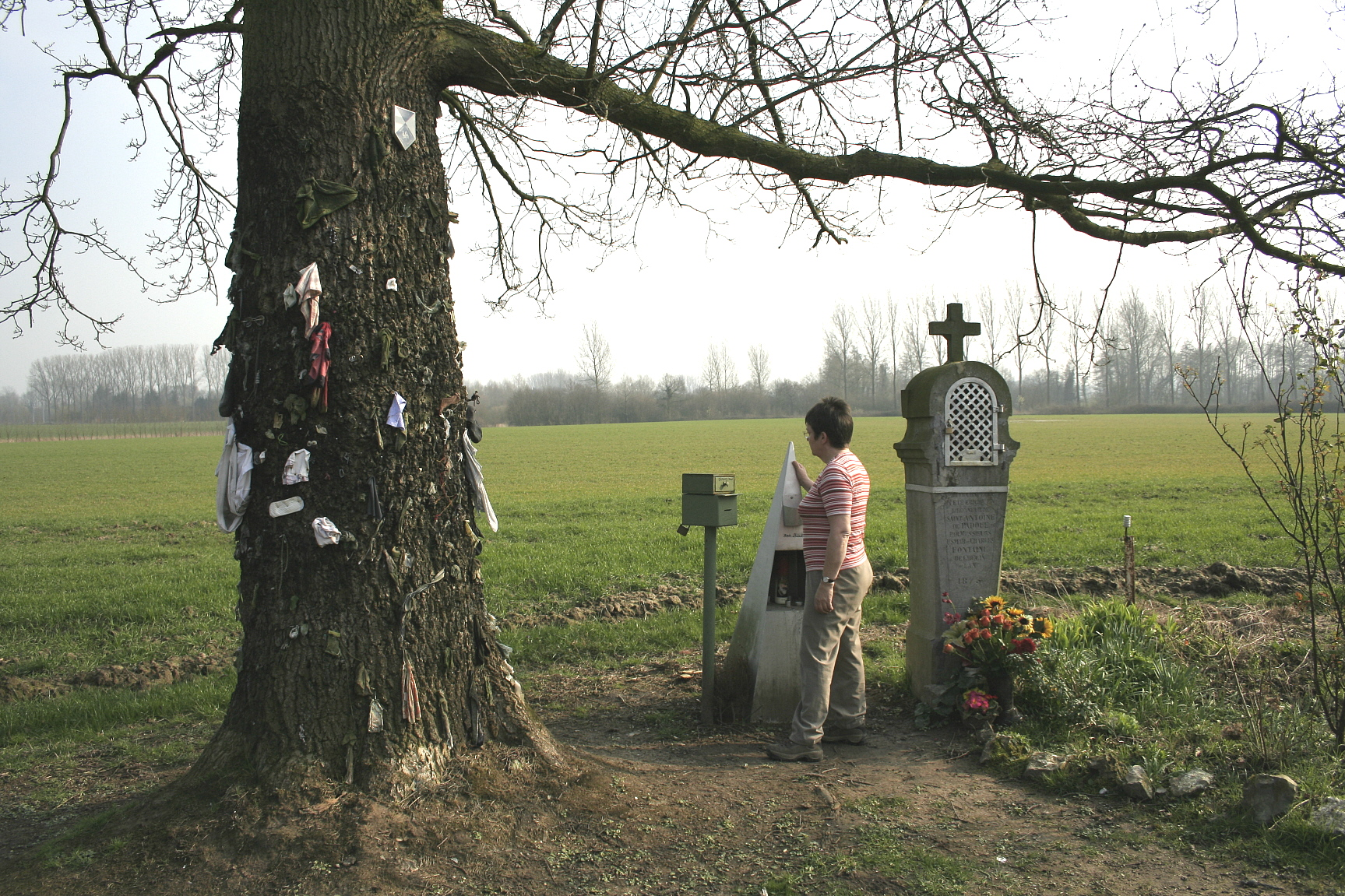
L'arbre à clous de Herchies (Belgique).

L’arbre a toujours été indispensable à l’Homme. Il lui a fourni abri, nourriture, protection, matériaux et combustible. Tout cela et, plus encore, la forte impression que procurent sa taille, son côté intemporel et pourtant bien vivant, expliquent sans doute la place particulière qu’il occupe, quelles que soient les civilisations, dans l’esprit humain. Les cultures animistes peuvent considérer certains arbres comme ayant un esprit, abritant des esprits (les esprits d'ancêtres éventuellement) et comme interagissant avec le quotidien.

#### Arbres de légendes
- Arbre à clous
- Arbre à chiffons

#### Demeure des dieux
- Les Nornes vivent dans les racines du frêne Yggdrasil.

#### Arbres de pèlerinage et arbres guérisseurs
- Le tépescohuite est un arbre inscrit au patrimoine national du Mexique dont les caractéristiques sont de guérir les grands brûlés grâce à son écorce. Il régénère de façon spectaculaire l'épiderme.

### Arbres morts

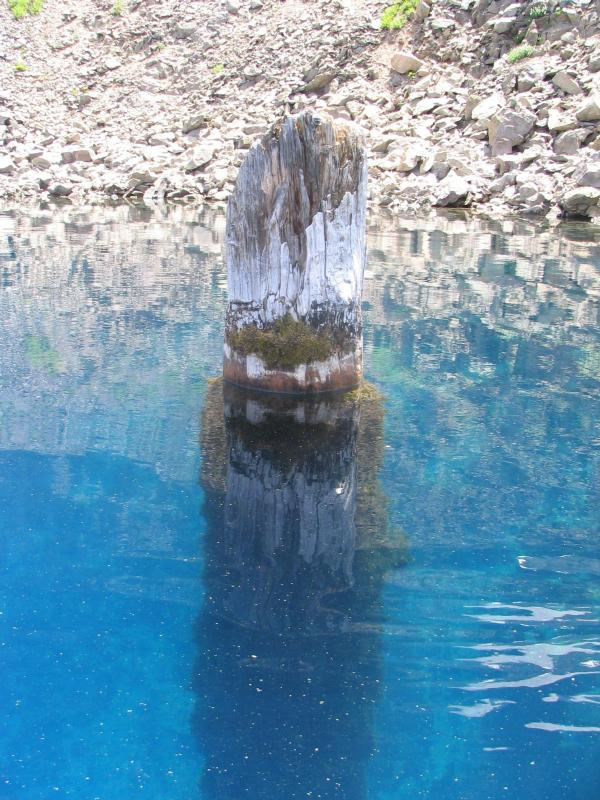
Old Man of the Lake

Même après la mort de l'arbre, la conservation du tronc peut conserver un aspect remarquable. C'est le cas par exemple de l'Old Man of the Lake en Oregon (États-Unis) qui est un tronc d'arbre flottant à la verticale dans les eaux du Crater Lake. Les eaux froides du lac préservent le tronc qui a été découvert en 1896.